# Palo Verde (metro de Caracas)
Palo Verde es la estación terminal de pasajeros de la Línea 1 del Metro de Caracas. Está ubicada en el extremo este de la ciudad y cuenta con dos accesos desde la avenida. Al norte de esta estación se encuentra el barrio más grande de Latinoamérica, el "Barrio José Félix Ribas", así mismo como el Conjunto Residencial Palo Verde y la Universidad Simón Rodríguez.

## Estructura de la estación
La estación posee dos accesos.
Esta estación, en el nivel andenes, posee un andén lateral, siendo dos vías utilizadas respectivamente, arribando trenes en ambos andenes para evitar el congestionamiento en la estación y favorecer un poco la rapidez del sistema. En el nivel "Mezzanina", consta de la boletería, y el acceso a los andenes, asimismo posee escaleras eléctricas. 
En un futuro, esta estación servirá también como acceso a un sistema de MetroCable hacia las estaciones: "José Félix Ribas" - "El Carmen" - "Mariches", que actualmente están a base de proyectos de MetroCable. En 2011, nuevamente fue cerrada por la rehabilitación de la Línea 1, siendo así que los trabajos fueron cambios en el cambiavías y cola de maniobras de la estación, además de cambio de iluminación y limpieza profunda ya que motivada a la constante filtración proveniente de la zona industrial, la cola de maniobras, en especial el foso de mantenimiento, se encontraba inundado y los trabajos de impermeabilización de dicha zona solucionaron esos inconvenientes. 
En la actualidad, dicho foso no es utilizado para la inspección de los trenes, pero sí está operativo para el estacionamiento del material rodante.